# 海豐子
海豐子，原寫為海豐仔，是臺灣嘉義縣新港鄉的一個傳統地域名稱，位於該鄉東北部。相較於今日行政區，其範圍大致包括海瀛村不含西南半葉的西部邊界地帶及該半葉的東南端、西庄村西北部凸出部分的北北西側。

## 歷史
台灣日治初期，海豐子地區為一街庄（舊制街庄），即稱為「海豐仔庄」，隸屬於打貓南堡。該庄西北及北與埤仔頭庄為鄰，東北及東與崙尾庄為鄰，南邊為西庄、大潭庄，西邊為古民庄。
1901年（日治明治三十四年）11月11日，全台設置二十廳，該庄隸屬於嘉義廳。1904年（明治三十七年）2月15日，該庄編入「大潭區」，隸屬於嘉義廳。1909年（明治四十二年）10月25日，全台整併二十廳為十二廳，該庄仍隸屬於嘉義廳。1910年（明治四十三年）1月18日，各區管轄區域調整，該庄改隸屬於嘉義廳的「新港區」。
1920年（大正九年）10月1日，全台廢十二廳改設五州二廳，該庄改制為「海豐子」大字，隸屬於臺南州嘉義郡新巷庄（新制街庄）。
戰後新巷庄改制為新港鄉，隸屬於臺南縣，大字亦改制為村。1950年（民國39年）10月25日，雲、嘉、南分治，新港鄉改隸屬於嘉義縣。

## 聚落
本地區發展較早的聚落有海豐仔、潭底仔等，在日治期初期的官方地圖上已有記載。

## 交通
鄉道嘉85線是溪口至大潭的道路。